# Episodi di Death Valley Days (undicesima stagione)
L'undicesima stagione della serie televisiva Death Valley Days è stata trasmessa in anteprima negli Stati Uniti d'America in syndication tra il 1º ottobre 1962 e il 26 aprile 1963.
| nº | Titolo originale                          | Titolo italiano | Prima TV USA     | Prima TV Italia |
| -- | ----------------------------------------- | --------------- | ---------------- | --------------- |
| 1  | The Hangtown Fry                          |                 | 1º ottobre 1962  |                 |
| 2  | The $275,000 Sack of Flour                |                 | 1º ottobre 1962  |                 |
| 3  | Suzie                                     |                 | 3 ottobre 1962   |                 |
| 4  | Fort Bowie: Urgent                        |                 | 8 ottobre 1962   |                 |
| 5  | The Hat That Wore the West                |                 | 23 ottobre 1962  |                 |
| 6  | The Last Shot                             |                 | 25 ottobre 1962  |                 |
| 7  | To Walk with Greatness                    |                 | 12 novembre 1962 |                 |
| 8  | The Grass Man                             |                 | 13 novembre 1962 |                 |
| 9  | Davy's Friend                             |                 | 14 novembre 1962 |                 |
| 10 | Bloodline                                 |                 | 17 dicembre 1962 |                 |
| 11 | The Vintage Years                         |                 | 19 dicembre 1962 |                 |
| 12 | The Private Mint of Clark, Gruber and Co. |                 | 28 dicembre 1962 |                 |
| 13 | Loss of Faith                             |                 | 31 dicembre 1962 |                 |
| 14 | Pioneer Doctor                            |                 | 2 gennaio 1963   |                 |
| 15 | Stubborn Mule Hill                        |                 | 25 gennaio 1963  |                 |
| 16 | A Gun Is Not a Gentleman                  |                 | 8 febbraio 1963  |                 |
| 17 | The Lion of Idaho                         |                 | 18 febbraio 1963 |                 |
| 18 | The Debt                                  |                 | 20 febbraio 1963 |                 |
| 19 | The Train and Lucy Tutaine                |                 | 22 febbraio 1963 |                 |
| 20 | Grotto of Death                           |                 | 8 marzo 1963     |                 |
| 21 | Diamond Jim Brady                         |                 | 4 aprile 1963    |                 |
| 22 | Phantom Procession                        |                 | 12 aprile 1963   |                 |
| 23 | With Honesty and Integrity                |                 | 18 aprile 1963   |                 |
| 24 | Coffin for a Coward                       |                 | 21 aprile 1963   |                 |
| 25 | Shadow of Violence                        |                 | 24 aprile 1963   |                 |
| 26 | The Melancholy Gun                        |                 | 26 aprile 1963   |                 |